# Robert Grosseteste

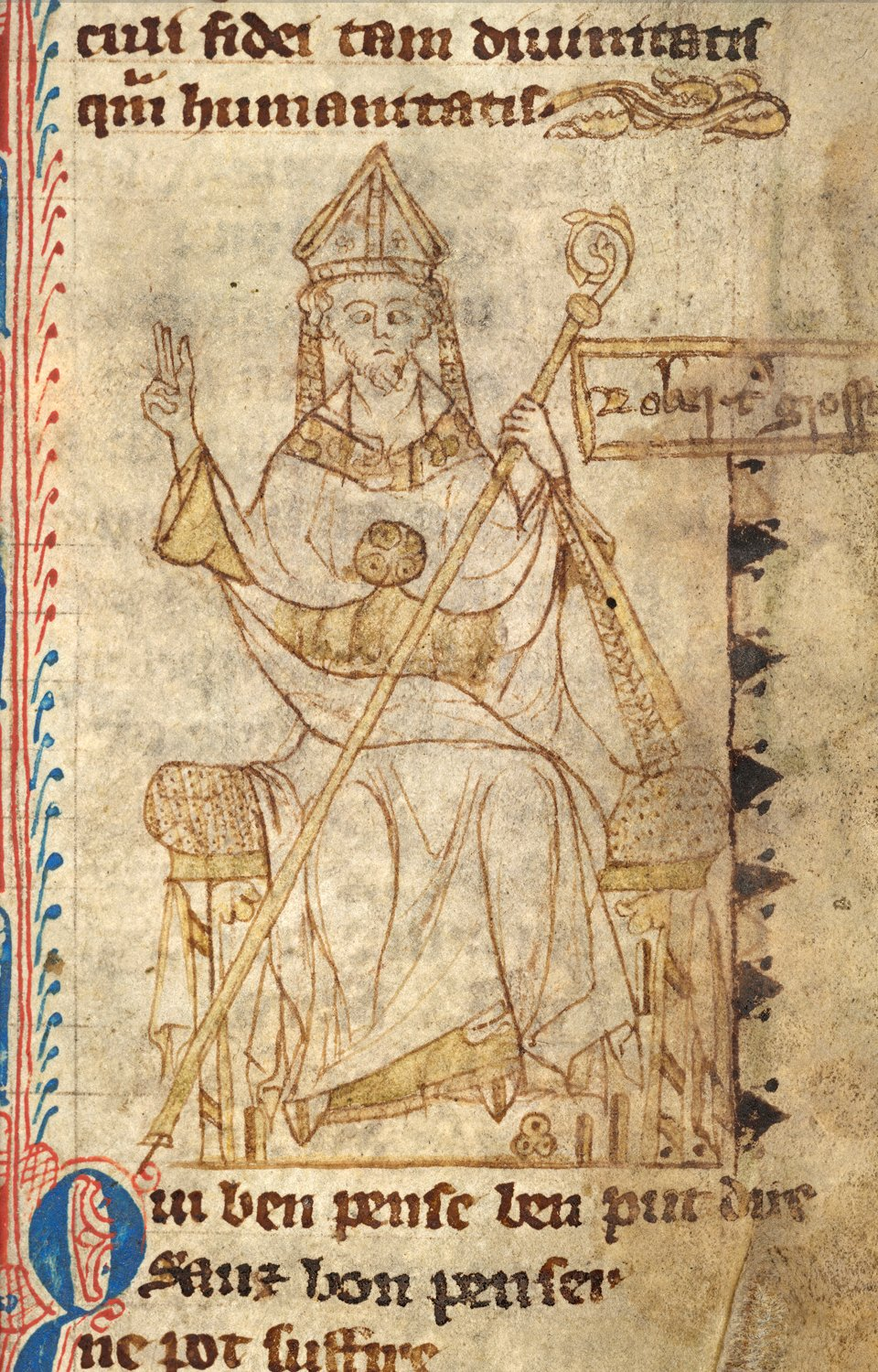
Een 13e-eeuws portret van Grosseteste

Robert Grosseteste (Stowe (Suffolk), c. 1175 – ?, 9 oktober 1253) was een Engels staatsman, scholastisch filosoof, theoloog en bisschop van Lincoln. Hij kwam uit een eenvoudig gezin in Stradbroke in Suffolk.
Alistair Crombie noemt hem "the real founder of the tradition of scientific thought in medieval Oxford, and in some ways, of the modern English intellectual tradition". Hij studeerde in Oxford en Parijs. Vanaf 1215 of 1225 werd hij magister in Oxford en overste van de universiteit. In 1235 werd hij bisschop van Lincoln, toen het grootste bisdom van Engeland. Hij steunde de bedelorden erg. Hij stierf in 1253 en werd begraven in de Kathedraal van Lincoln; later werd het graf van zijn vroegere vriend Adam Marsh naast het zijne geplaatst.

## Wetenschappelijke methode
Grosseteste heeft al vroeg het belang van het experiment onder de aandacht gebracht. Hij was de eerste van de scholastici die in zijn commentaar op Analytica posteriora inzag dat Aristoteles een demonstratieve wetenschap voorstond met wat Grosseteste een dubbele procedure van resolutie en compositie noemde, inductie en deductie. De aldus gevormde hypothese liet hij door middel van experimenten testen volgens verificatie en falsificatie, waarmee hij de wetenschappelijke methode inleidde.

## Werken
Van ongeveer 1220 tot 1235 schreef hij wetenschappelijke verhandelingen waaronder:
- De sphera. Een introductie in astronomie.
- De luce. Over de "metafysica van licht."
- De accessione et recessione maris. Over getijden en getijdenbeweging.
- De lineis, angulis et figuris. Over lijnen, hoeken en figuren.
- De iride. Over de regenboog.
- Hij vertaalde en becommentarieerde ook de Hemelse Hiërarchie van de Pseudo-Dionysius (de Areopagiet) in het Latijn.

## Leerling
- Roger Bacon (ca. 1214–ca. 1294)